# انجيردرميان (مقاطعة غيلانغرب)
انجيردرميان (بالفارسية: انجیردرمیان) هي قرية تقع في كرمانشاه في إيران.